# Autographa iota
Autographa iota är en fjärilsart som beskrevs av Adrian Hardy Haworth 1809. Autographa iota ingår i släktet Autographa och familjen nattflyn. Inga underarter finns listade i Catalogue of Life.